# ایهور ژورخوفسکی
ایهور ژورخوفسکی (اوکراینی: Ігор Ігорович Жураховський؛ زادهٔ ۱۹ سپتامبر ۱۹۹۴) بازیکن فوتبال اهل اوکراین است.
از باشگاه‌هایی که در آن بازی کرده‌است می‌توان به باشگاه فوتبال کوبان کراسنودار و باشگاه فوتبال متالورگ زاپروژیا اشاره کرد.
وی همچنین در تیم ملی فوتبال زیر ۲۱ سال اوکراین بازی کرده‌است.